# Silla (Saaremaa)
Koordinaten: 58° 27′ N, 22° 15′ O
Silla ist ein Dorf (estnisch küla) auf der größten estnischen Insel Saaremaa. Es gehört zur Landgemeinde Saaremaa (bis 2017: Landgemeinde Mustjala) im Kreis Saare.

## Einwohnerschaft und Lage
Das Dorf hat 39 Einwohner (Stand 31. Dezember 2011).
Nahe dem Dorfkern liegt der 6,1 Hektar große See Konati järv.